# Mohamed Ali Bey al-Abed

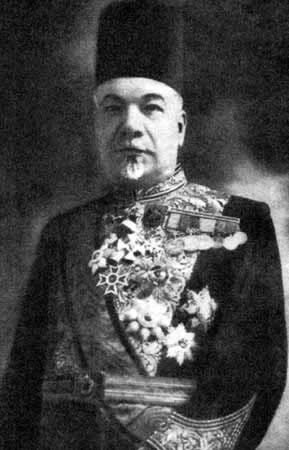
Muhammad Ali al-Abid, eerste president van Syrië

Muhammad Ali Bey al-Abid (Arabisch: محمد علي بك العابد) (Damascus, 1867 - Rome, 22 oktober 1939) was de president van Syrië van 11 juni 1932 tot 21 december 1936.

## Vader
De vader van Muhammad, Ahmad 'Izzat al-'Abid, is geboren in Damascus, waar hij een opleiding genoot. Later zette hij z'n opleiding voort in Beiroet, Libanon. Hij sprak vloeiend Arabisch, Frans en Turks. Hij reisde naar Istanboel en werd daar dienaar van Abdülhamit II van het Ottomaanse Rijk, later werd hij zijn adviseur. Hij verliet het Ottomaanse Rijk in 1908 en vertrok naar Londen, nadat hij had rondgetrokken in Engeland, Zwitserland en Frankrijk. Aan het eind van z'n leven vertrok hij naar Egypte waar hij in 1924 overleed.

## Onderwijs
Muhammad Ali Bey al-Abid groeide op in Damascus, waar hij naar het basisonderwijs ging. Na de basisschool zette hij z'n schoolcarrière door in Beiroet. Na zijn afstuderen vertrok hij met z'n familie naar Istanbul en ging naar het Galatasaray Lisesi. Later werd hij naar Parijs gestuurd, om daar de Fiqh te studeren.

## Biografie
In 1908 werd Muhammad Ali Bey al-Abid de ambassadeur voor het Ottomaanse Rijk in de Verenigde Staten. Hij ging daar echter al snel weer weg, nadat zijn vader uit Istanboel was gevlucht. Hij reisde daarna een tijd door Californië. Hierna vergezelde hij zijn vader met rondreizen door Engeland, Zwitserland, Frankrijk en Egypte tot de Eerste Wereldoorlog, waar hij bleef tot zijn vader overleed in 1924.
In de zomer van 1920 reisde Muhammad terug naar Damascus. In 1922, werd al-Abid aangesteld als minister van Financiën door generaal Henri Gouraud.
al-Abid sprak vloeiend Arabisch, Turks en Frans. Zijn interesse lag bij de Franse literatuur en economie. Ook had hij kennis van het Engels en het Perzisch.
Op 11 juni 1932 werd hij officieel president van Syrië. In 1936 legde hij deze functie neer en vertrok naar Parijs. Hij stierf aan een hartaanval op 22 oktober 1939 in een hotel in Rome. Zijn lijk werd overgebracht naar Beiroet en daarna naar Damascus. In totaal was hij de president van Syrië voor vier jaar, zes maanden en tien dagen.